# AKIBA (映画)
『AKIBA』（ Maid in AKIBA ）は、2006年に製作された日本映画。 

## ストーリー
秋葉原で生まれ育った主人公ミナノは、メイドカフェで働くメイド嬢。ある朝、JR秋葉原駅のホームで幼馴染みのカナコと再会する。知的障害で特殊学級へ編入していったカナコ、その笑顔には青い痣があった。小学校の頃いじめにあっていた二人の再会は切ない物語の始まりだった…。

## キャスト
- ミナノ：滝沢乃南
- カナコ：前田綾花
- トオル：篠田光亮
- コウジ：岩川幸司
- ヨシダ店長：蒲生純一
- ユウコ：中村優子